# The Peppers
The Peppers sono stati un gruppo musicale francese di musica elettronica strumentale attivo negli anni settanta.

## Storia del gruppo
I Peppers comprendevano il tastierista Mathias Camison, il batterista Pierre-Alain Dahan, il bassista Tonio Rubio e il batterista e tastierista Jean Schultheis. La loro traccia più famosa è Pepper Box del 1973, novelty dalle sfumature dance rock primi anni settanta incentrata sui suoni del Moog. La traccia raggiunse la posizione numero 6 della classifica britannica e piazzamenti più bassi in quelle statunitensi. Il brano è incluso nel loro unico album A Taste of Pepper, A Taste of Honey del 1974, entrato alla posizione numero 25 della classifica austriaca. Dopo aver pubblicato altri singoli, il gruppo si sciolse nel 1974. In seguito Dahan registrò musica con i V.I.P. Connection insieme a Camison prima di inaugurare i Voyage, mentre Schulteis divenne un noto cantautore.

## Formazione
- Mat Camison – tastiera, voce
- Pierre-Alain Dahan – batteria, voce
- Tonio Rubio – basso
- Jean Schultheis – batteria, tastiera, voce

## Discografia

### Album in studio
- 1974 – A Taste of Pepper, A Taste of Honey

### Singoli
- 1973 – Pepper Box
- 1974 – Doctor Music
- 1974 – Do It, Do It
- 1974 – Hot Caramel